# Tomás Verón Lupi
Tomás Verón Lupi (nascido em 3 de setembro de 2000) é um futebolista profissional argentino que joga como ala para o Grasshopper Club Zurich, campeão do recorde suíço.

## Carreira do clube
Verón Lupi é um futebolista argentino formado nas categorias de base do Quilmes Atlético Club, clube pelo qual assinou contrato em 2014, após passar por um período de formação nas Escuelas Crinar.
Lupi fez sua estreia no futebol profissional sob o comando do técnico Marcelo Fuentes, que o escalou como substituto em uma partida contra o Club Atlético Platense, válida pela Primera B Nacional, no dia 30 de setembro de 2018.
Na primeira metade da temporada 2018-19, o atacante realizou mais cinco aparições, todas também entrando em campo como substituto.
Em 5 de setembro de 2024, dois dias após completar 24 anos, Verón Lupi foi transferido por empréstimo para o Grasshopper Club Zürich, para disputar a temporada 2024-25.

## Carreira internacional
Verón Lupi recebeu chamadas de seleção dos U19s da Argentina; notavelmente marcando em um amistoso contra os Shandong Luneng U21s em abril de 2018. Ele também foi selecionado para treinar com os U20 de Sebastián Beccacece.

## Estatísticas de carreira
- Atualizado até 5 de setembro de 2024.[1]

| Clube                    | Temporada         | Liga                     | Liga  | Liga | Copa  | Copa | Continental | Continental | Outros | Outros | Total | Total |
| Clube                    | Temporada         | Divisão                  | Jogos | Gols | Jogos | Gols | Jogos       | Gols        | Jogos  | Gols   | Jogos | Gols  |
| ------------------------ | ----------------- | ------------------------ | ----- | ---- | ----- | ---- | ----------- | ----------- | ------ | ------ | ----- | ----- |
| Quilmes                  | 2018–19           | Primera B Nacional       | 6     | 0    | 0     | 0    | - Não       | - Não       | - Não  | - Não  | 6     | 0     |
| Racing Club (empréstimo) | 2022              | Segunda Divisão Uruguaia | 23    | 0    | 1     | 0    | - Não       | - Não       | 1      | 0      | 25    | 0     |
| Racing Club              | 2023              | Primera Divisão Uruguaia | 37    | 7    | 1     | 0    | - Não       | - Não       | - Não  | - Não  | 38    | 7     |
| Racing Club              | 2024              | Primera Divisão Uruguaia | 23    | 4    | 1     | 0    | 9           | 5           | - Não  | - Não  | 33    | 9     |
| Racing Club              | Total             | Total                    | 83    | 11   | 3     | 0    | 9           | 5           | 1      | 0      | 96    | 16    |
| Grasshopper (empréstimo) | 2024–25           | Superliga Suíça          | 0     | 0    | 0     | 0    | - Não       | - Não       | 0      | 0      | 0     | 0     |
| Total de carreira        | Total de carreira | Total de carreira        | 89    | 11   | 3     | 0    | 9           | 5           | 1      | 0      | 102   | 16    |